# Quản lý bản quyền kỹ thuật số
Các công cụ Quản lý quyền kỹ thuật số (DRM) hoặc các biện pháp bảo vệ công nghệ (TPM) là một tập hợp các công nghệ kiểm soát truy cập để hạn chế việc sử dụng phần cứng bản quyền và các tác phẩm có bản quyền. Công nghệ DRM cố gắng kiểm soát việc sử dụng, sửa đổi và phân phối các tác phẩm có bản quyền (chẳng hạn như phần mềm và nội dung đa phương tiện), cũng như các hệ thống trong các thiết bị thực thi các chính sách này.
Việc sử dụng quản lý bản quyền kỹ thuật số không được chấp nhận rộng rãi. Những người ủng hộ DRM cho rằng cần phải ngăn chặn việc sao chép bất hợp pháp tài sản trí tuệ, cũng như cần có khóa vật lý để ngăn tài sản cá nhân bị đánh cắp, nó có thể giúp chủ sở hữu bản quyền duy trì quyền kiểm soát nghệ thuật, và nó có thể đảm bảo doanh thu liên tục. Những người phản đối DRM cho rằng không có bằng chứng nào cho thấy DRM giúp ngăn chặn hành vi vi phạm bản quyền, thay vào đó lập luận rằng nó chỉ gây bất tiện cho những khách hàng hợp pháp và DRM giúp các doanh nghiệp lớn kìm hãm sự đổi mới và cạnh tranh. Hơn nữa, các tác phẩm có thể vĩnh viễn không thể truy cập được nếu sơ đồ hoạt động của DRM thay đổi hoặc nếu dịch vụ bị ngừng hoạt động. DRM cũng có thể hạn chế người dùng thực hiện các quyền hợp pháp của họ theo luật bản quyền, chẳng hạn như sao lưu các bản sao của CD hoặc DVD (thay vì phải mua một bản sao khác nếu vẫn có thể mua được), cho mượn tài liệu qua thư viện, truy cập các tác phẩm trong phạm vi công cộng, hoặc sử dụng tài liệu có bản quyền cho mục đích nghiên cứu và giáo dục theo học thuyết sử dụng hợp lý.
Trên toàn thế giới, nhiều luật đã được tạo ra để hình sự hóa hành vi gian lận DRM, nói về hành vi gian lận đó, và việc tạo ra và phân phối các công cụ được sử dụng để hỗ trợ cho hành vi gian lận đó. Những luật như vậy là một phần của Đạo luật Bản quyền Thiên niên kỷ Kỹ thuật số (DMCA) của Hoa Kỳ, và Chỉ thị về Hiệp hội Thông tin của Liên minh Châu Âu, (Luật DADVSI của Pháp là một ví dụ về một quốc gia thành viên của Liên minh Châu Âu ("EU") đang thực hiện chỉ thị).

## Giới thiệu
Sự gia tăng của các phương tiện kỹ thuật số và công nghệ chuyển đổi từ tín hiệu tương tự sang kỹ thuật số đã làm gia tăng đáng kể mối quan tâm của các cá nhân và tổ chức sở hữu bản quyền, đặc biệt là trong ngành công nghiệp âm nhạc và điện ảnh. Trong khi phương tiện tín hiệu tương tự sẽ giảm chất lượng với mỗi lần tạo bản sao thì tín hiệu kĩ thuật số ngay cả trong quá trình sử dụng bình thường, các tệp phương tiện kỹ thuật số có thể được tạo bản sao không giới hạn số lần mà chất lượng không bị giảm sút.
Sự trổi dậy của máy tính cá nhân được xem như thiết bị gia dụng của mỗi hộ gia đình đã tạo điều kiện thuận lợi cho người tiêu dùng trong việc chuyển đổi các phương tiện (có thể có hoặc có thể không có bản quyền) ban đầu ở dạng vật lý, analog hoặc dạng phát sóng thành dạng phổ thông, kỹ thuật số (quá trình này được gọi là trích xuất) để có thể mang đi bất cứ đâu hoặc để tua lại để xem. Điều này, kết hợp với Internet và các công cụ chia sẻ tệp phổ biến, đã làm cho việc phân phối trái phép các bản sao của phương tiện kỹ thuật số có bản quyền (còn gọi là vi phạm bản quyền kỹ thuật số) dễ dàng hơn nhiều.
Năm 1983, một hệ thống quản lý quyền kỹ thuật số (DRM) được triển khai rất sớm là Hệ thống dịch vụ phần mềm (SSS) do kỹ sư người Nhật Ryuichi Moriya phát minh ra. và sau đó được tinh chỉnh dưới tên superdistribution. SSS dựa trên mã hóa, với phần cứng chuyên dụng kiểm soát việc giải mã và cũng cho phép gửi các khoản thanh toán đến chủ bản quyền. Nguyên tắc cơ bản của SSS và sau đó của superdistribution là việc phân phối các sản phẩm kỹ thuật số được mã hóa phải hoàn toàn không bị hạn chế và người dùng các sản phẩm đó phải được cho phép phân phối lại và nên được khuyến khích làm như vậy.
Các kỹ thuật DRM phổ biến bao gồm các thỏa thuận cấp phép hạn chế như: Quyền truy cập vào tài liệu kỹ thuật số, bản quyền và tên miền công cộng bị hạn chế đối với người tiêu dùng như một điều kiện để truy cập trang web hoặc khi tải xuống phần mềm. Mã hóa, xáo trộn tài liệu biểu đạt và nhúng thẻ, được thiết kế để kiểm soát quyền truy cập và tái tạo thông tin, bao gồm cả các bản sao lưu để sử dụng cá nhân.
Công nghệ DRM cho phép các nhà xuất bản nội dung thực thi các chính sách truy cập của riêng họ đối với nội dung, chẳng hạn như hạn chế sao chép hoặc xem. Những công nghệ này đã bị chỉ trích vì hạn chế các cá nhân sao chép hoặc sử dụng nội dung một cách hợp pháp, chẳng hạn như quyền sử dụng hợp pháp. DRM đang được sử dụng phổ biến bởi các ngành công nghiệp giải trí (ví dụ: nhà xuất bản âm thanh và video). Nhiều cửa hàng âm nhạc trực tuyến, chẳng hạn như của Apple là iTunes Store, và các nhà xuất bản sách điện tử  và các nhà cung cấp, chẳng hạn như OverDrive, cũng sử dụng DRM, cũng như truyền hình cáp và dịch vụ vệ tinh khai thác, để ngăn chặn sử dụng trái phép nội dung hoặc dịch vụ. Tuy nhiên, Apple đã loại bỏ DRM khỏi tất cả các tệp âm nhạc iTunes vào khoảng năm 2009.
Ngành công nghiệp đã mở rộng việc sử dụng DRM cho các sản phẩm phần cứng truyền thống hơn, chẳng hạn như máy pha cà phê của Keurig, bóng đèn của Philips, bộ sạc điện xoay chiều cho thiết bị di động, và máy kéo của John Deere. Ví dụ, các công ty máy kéo cố gắng ngăn cản nông dân tự sửa chữa theo việc sử dụng các luật DRM như DMCA.

## Công nghệ

### Xác minh

#### Khóa sản phẩm
Một trong những phương pháp bảo vệ DRM lâu đời nhất và ít phức tạp nhất dành cho các trò chơi điện tử trên máy tính và Hệ thống Giải trí của Nintendo là khi trò chơi sẽ tạm dừng và nhắc người chơi tìm một trang nhất định trong một sách nhỏ hoặc sách hướng dẫn đi kèm với trò chơi; nếu người chơi không có khả năng tìm thấy trang đó, họ sẽ không thể tiếp tục trò chơi. Khóa sản phẩm thường là một dãy số sê-ri gồm chữ và số được sử dụng để đại diện cho giấy phép sử dụng của một phần mềm cụ thể, phục vụ một chức năng tương tự. Trong quá trình cài đặt hoặc khởi chạy phần mềm, người dùng được yêu cầu nhập mã khóa; nếu mã khóa chính xác với giấy phép sử dụng (thường thông qua các thuật toán nội bộ), nếu mã được chấp nhận thì người dùng được xem như là đã mua trò chơi và có thể tiếp tục. Trong thực tế hiện đại, khóa sản phẩm thường được kết hợp với các phương pháp DRM khác (chẳng hạn như "kích hoạt" trực tuyến), vì phần mềm có thể bị bẻ khóa để sử dụng mà không cần có khóa sản phẩm hoặc các chương trình "keygen" có thể được lập trịnh để khởi tạo mã khóa sản phẩm.

#### Kích hoạt cài đặt giới hạn
Một số hệ thống DRM giới hạn số lần có thể kích hoạt trên các máy tính khác nhau bằng cách yêu cầu xác thực với máy chủ trực tuyến. Hầu hết các trò chơi có hệ thống DRM này đều cho phép cài đặt ba hoặc năm lần, mặc dù một số trò chơi cho phép 'khôi phục' khả năng kích hoạt khi trò chơi được gỡ cài đặt. Điều này không chỉ giới hạn người dùng có nhiều hơn ba hoặc năm máy tính trong nhà mà còn có thể gây ra vấn đề nếu người dùng phải bất ngờ thực hiện một số tác vụ như nâng cấp hệ điều hành hoặc định dạng lại thiết bị lưu trữ của máy tính.
Vào giữa năm 2008, phiên bản Windows của trò chơi Mass Effect đánh dấu sự khởi đầu của làn sóng các tựa game chủ yếu sử dụng SecuROM cho DRM và yêu cầu xác thực bằng máy chủ. Việc sử dụng sơ đồ DRM trong Spore năm 2008 đã phản tác dụng dẫn đến nhiều cuộc phản đối, dẫn đến một số lượng đáng kể người dùng tìm kiếm một phiên bản tải lậu. Việc giới hạn kích hoạt trò chơi ba lần dẫn đến phản ứng dữ dội này là một yếu tố khiến trò Spore trở thành trò chơi bị vi phạm bản quyền nhiều nhất trong năm 2008, TorrentFreak đã lập danh sách "top 10" và bị cho Spore đứng đầu danh sách. Tuy nhiên, Tweakguides kết luận rằng sự hiện diện và xâm nhập của DRM vào thị trường game dường như không làm gia tăng vi phạm bản quyền trò chơi video, đáng chú ý rằng các trò chơi khác đều có trong danh sách như Call of Duty 4 và Assassin's Creed mặc dù có sử dụng DRM và không có giới hạn kích hoạt cài đặt hoặc kích hoạt trực tuyến. Ngoài ra, các trò chơi điện tử khác cũng có hiện diện của DRM như BioShock, Crysis Warhead và Mass Effect cũng không xuất hiện trong danh sách.

#### Xác thực trực tuyến liên tục
Nhiều nhà xuất bản chính thống tiếp tục dựa vào DRM trực tuyến trong suốt nửa cuối năm 2008 và đầu năm 2009, bao gồm Electronic Arts, Ubisoft, Valve và Atari, The Sims 3 là một ngoại lệ đáng chú ý trong trường hợp của Electronic Arts. Ubisoft đã phá vỡ xu hướng sử dụng DRM trực tuyến vào cuối năm 2008, với việc phát hành Prince of Persia như một cuộc thử nghiệm để "xem mức độ trung thực của người chơi như thế nào" liên quan đến tuyên bố rằng DRM đã xúi giục mọi người sử dụng các bản sao bất hợp pháp. Mặc dù Ubisoft chưa đưa ra bình luận nào về kết quả của "thử nghiệm", Tweakguides ghi nhận rằng hai tệp torrents trên trang Mininova đã có hơn 23.000 người tải xuống trò chơi trong vòng 24 giờ kể từ khi phát hành.
Ubisoft chính thức thông báo quay trở lại phương thức xác thực trực tuyến vào ngày 9 tháng 2 năm 2010, thông qua nền tảng trò chơi trực tuyến Uplay, bắt đầu với Silent Hunter 5, The Settlers 7 và Assassin's Creed II. Silent Hunter 5 lần đầu tiên được báo cáo là đã bị bẻ khóa trong vòng 24 giờ sau khi phát hành, nhưng người dùng phiên bản crack đã sớm phát hiện ra rằng chỉ có thể chơi được các phần đầu của trò chơi. Hệ thống Uplay hoạt động bằng cách cài đặt trò chơi trên máy tính người dùng một cách không liên tục và sau đó liên tục tải xuống các phần của mã trò chơi từ máy chủ của Ubisoft khi trò chơi có tiến triển. Hơn một tháng sau khi phát hành phiên bản PC vào tuần đầu tiên của tháng 4, một phần mềm bẻ khóa đã được tạo ra để có thể vượt qua DRM của Ubisoft trong Assassin's Creed II. Phần mềm đó đã thực hiện điều này bằng cách giả lập một máy chủ Ubisoft cho trò chơi. Cuối tháng đó, một bản crack thực sự đã được phát hành có thể loại bỏ hoàn toàn yêu cầu kết nối máy chủ.
Vào đầu tháng 3 năm 2010, các máy chủ Uplay đã phải chịu một khoảng thời gian không thể truy cập được do một cuộc tấn công DDoS quy mô lớn, khiến khoảng 5% chủ sở hữu trò chơi bị khóa không thể chơi trò chơi của họ. Công ty sau đó đã ghi nhận chủ sở hữu của các trò chơi bị ảnh hưởng bằng bản tải xuống miễn phí và sau đó là các máy chủ đã trở lại bình thường.
Các nhà phát triển khác, chẳng hạn như Blizzard Entertainment cũng đang chuyển sang một chiến lược mà phần lớn logic của trò chơi nằm ở phía "bên" hoặc được đảm nhận bởi các máy chủ của nhà sản xuất trò chơi. Blizzard sử dụng chiến lược này cho trò chơi Diablo III của mình và Electronic Arts đã sử dụng chiến lược tương tự khi khởi động lại SimCity của họ, sự cần thiết của chiến lược này đã được đặt ra.

### Mã hóa
Một ví dụ sớm về hệ thống DRM là Content Scrambling System (CSS) được sử dụng bởi các diễn đàn DVD trên phim DVD vào khoảng năm 1996. CSS sử dụng một thuật toán mã hóa để mã hóa nội dung trên đĩa DVD. Các nhà sản xuất đầu đĩa DVD phải cấp phép và triển khai công nghệ này trong thiết bị của họ để họ có thể giải mã nội dung được mã hóa để phát nó. Thỏa thuận cấp phép CSS bao gồm các hạn chế về cách phát nội dung DVD, bao gồm đầu ra nào được phép và cách cung cấp các đầu ra được phép đó. Điều này giữ nguyên mã hóa khi tài liệu video được phát tới TV.
Năm 1999, Jon Lech Johansen phát hành một ứng dụng có tên DeCSS, cho phép phát DVD mã hóa CSS trên máy tính chạy hệ điều hành GNU/Linux, vào thời điểm chưa có ứng dụng đầu đĩa DVD nào được cấp phép cho GNU/Linux được tạo ra. Tính hợp pháp của DeCSS là một vấn đề đáng nghi ngờ: một trong số các tác giả là đối tượng của một vụ kiện và việc sao chép các mã khóa của bản thân mình phải chịu các hạn chế như con số bất hợp pháp.
Mã hóa có thể đảm bảo rằng các biện pháp hạn chế khác không thể bị bỏ qua bằng cách sửa đổi phần mềm, vì vậy các hệ thống DRM tinh vi dựa vào mã hóa để có hiệu quả hoàn toàn. Các ví dụ hiện đại hơn bao gồm ADEPT, FairPlay, Hệ thống nội dung truy cập nâng cao.

### Hạn chế sao chép
Các hạn chế khác có thể được áp dụng cho sách và tài liệu điện tử, để ngăn việc sao chép, in ấn, chuyển tiếp và lưu bản sao lưu. Điều này phổ biến đối với cả nhà xuất bản điện tử và các doanh nghiệm sử dụng Quản lý quyền thông tin (IRM). Nó thường được tích hợp với phần mềm hệ thống quản lý nội dung nhưng các tập đoàn như Samsung Electronics cũng phát triển các hệ thống DRM tùy chỉnh của riêng họ.
Trong khi một số nhà phê bình tin rằng DRM làm cho việc xuất bản sách điện tử trở nên phức tạp hơn, nó đã được các tổ chức như Thư viện Anh sử dụng trong dịch vụ chuyển phát điện tử an toàn của mình để cho phép toàn thế giới truy cập vào số lượng đáng kể tài liệu hiếm mà trước đây vì lý do pháp lý chỉ dành cho những cá nhân được ủy quyền thực sự đến thăm trung tâm tài liệu của Thư viện tại Boston Spa ở Anh.
Có bốn chương trình sách điện tử sử dụng sơ đồ DRM  chính đang được sử dụng phổ biến hiện nay, mỗi sơ đồ DRM được sử dùng cùng với các chương trình của Adobe, Amazon, Apple và Marlin Trust Management Organization (MTMO).
- DRM của Adobe được áp dụng cho EPUB và PDF, đồng thời có thể được đọc bởi một số trình đọc sách điện tử bên thứ ba, cũng như phần mềm Adobe Digital Editions (ADE). Barnes & Noble sử dụng công nghệ DRM do Adobe cung cấp, áp dụng cho EPUB và sách điện tử định dạng PDB (Palm OS) cũ hơn.
- DRM của Amazon là sự điều chỉnh của mã hóa Mobipocket gốc và được áp dụng cho sách điện tử định dạng.azw4, KF8 và Mobipocket của Amazon. Sách điện tử định dạng Topaz có hệ thống mã hóa riêng.[44]
- FairPlay DRM của Apple được áp dụng cho EPUB và hiện chỉ có thể được đọc bằng ứng dụng iBooks của Apple trên thiết bị iOS và các máy tính Mac OS.
- Marlin DRM được phát triển và duy trì trong một nhóm công nghiệp mở được gọi là Cộng đồng nhà phát triển Marlin (MDC) và được cấp phép bởi MTMO. (Marlin được thành lập bởi 5 công ty là Intertrust, Panasonic, Philips, Samsung và Sony.) Nhà xuất bản sách giáo khoa trực tuyến Kno sử dụng Marlin DRM để bảo vệ sách điện tử mà họ bán ở định dạng EPUB. Những cuốn sách này có thể đọc được trên Ứng dụng Kno dành cho iOS và Android.